# Юніон (округ, Міссісіпі)
Шаблон:StateAbbr_ 34°29′ пн. ш. 89°00′ зх. д. / 34.49° пн. ш. 89° зх. д.
Округ  Юніон (англ. Union County) — округ (графство) у штаті Міссісіпі, США. Ідентифікатор округу 28145.

## Історія
Округ утворений 1870 року.

## Демографія
За даними перепису 
2000 року 
загальне населення округу становило 25362 осіб, зокрема міського населення було 6046, а сільського — 19316.
Серед мешканців округу чоловіків було 12277, а жінок — 13085. В окрузі було 9786 домогосподарств, 7245 родин, які мешкали в 10693 будинках.
Середній розмір родини становив 3,02.
Віковий розподіл населення поданий у таблиці:
| Стать    | До 15 років | 15-21 | 22-29 | 30-39 | 40-49 | 50-65 | 65-85 | Понад 85 |
| -------- | ----------- | ----- | ----- | ----- | ----- | ----- | ----- | -------- |
| Чоловіки | 2840        | 1217  | 1342  | 1809  | 1689  | 1941  | 1289  | 150      |
| Жінки    | 2684        | 1184  | 1425  | 1819  | 1764  | 2063  | 1814  | 332      |

## Суміжні округи
- Бентон — північ
- Тіппа — північ
- Прентісс — схід
- Лі — південний схід
- Понтоток — південь
- Лафаєтт — південний захід
- Маршалл — північний захід

## Виноски
1. ↑  U.S. Decennial Census. United States Census Bureau. Процитовано 8 листопада 2014.
2. ↑  Historical Census Browser. University of Virginia Library. Архів оригіналу за 11 серпня 2012. Процитовано 8 листопада 2014.
3. ↑  Population of Counties by Decennial Census: 1900 to 1990. United States Census Bureau. Процитовано 8 листопада 2014.
4. ↑  Census 2000 PHC-T-4. Ranking Tables for Counties: 1990 and 2000 (PDF). United States Census Bureau. Процитовано 8 листопада 2014.
5. ↑  State & County QuickFacts. United States Census Bureau. Архів оригіналу за 7 червня 2011. Процитовано 7 вересня 2013. [Архівовано 2011-06-07 у Wayback Machine.](англ.) Наведено за англійською вікіпедією.
6. ↑  American FactFinder. Бюро перепису населення США. Архів оригіналу за 26 лютого 2012. Процитовано 31 січня 2008. [Архівовано 2008-05-21 у Wayback Machine.]

| США | Це незавершена стаття з географії США. Ви можете допомогти проєкту, виправивши або дописавши її. |